# Здоренко, Юрий Викторович
Юрий Викторович Здоренко (укр. Юрій Вікторович Здоренко; р. 30 декабря 1963 года) — украинский рок-музыкант, гитарист, певец, композитор, поэт-песенник, автор-исполнитель. Один из основателей и участник групп «Вопли Видоплясова», «Борщ», «ЯЯЯ» и другие.

## Биография
Родился в Киеве 30 декабря 1963.
Юрий Здоренко и Александр Пипа познакомились ещё учась в школе.
Первые серьёзные шаги в музыке Здоренко начал делать вместе с Пипой в начале 1980-х, создав группу «SOS» (хард-рок, хэви-метал). По словам Александра Пипы, первые два альбома записали он и Юрий Здоренко на квартире у последнего в 1982 году на пионерских барабанах и других доступных инструментах. Первый альбом был тяжёлым, а второй более припанкованным. Группа просуществовала три года (с 1982 по 1984), пока Юру не призвали в армию. Он отслужил два года (1985—1986) в стройбате в пгт Снечкус (ныне город Висагинас) Литовской ССР. После демобилизации они снова собрались, решили продолжать заниматься музыкой — так в 1986 году возникла новая группа. Переломным моментом для друзей стала их встреча с музыкантом-шоуменом Олегом Скрипкой, который играл на баяне и пел, хотя они искали соло-гитариста. Басистом, идеологом, сценическим стилистом и реформатором музыкального детища был Пипа, который придумал название группы — «Вопли Видоплясова» (ВВ) — так называл свои опусы персонаж повести Ф. М. Достоевского «Село Степанчиково и его обитатели» лакей Григорий Видоплясов, охваченный неудержимой тягой к литературному творчеству. Здоренко, кроме гитары и пения, прежде всего реализовал свой композиторский потенциал в ломаных ритмах панка. Четвертым участником «ВВ» стал ударник Сергей Сахно. Участники группы не имели музыкального образования. Здоренко, например, по профессии водопроводчик.
В мае 1992 года Юрий окончательно решил покинуть «Вопли Видоплясова», а в ноябре 1992 сыграл последний концерт с «ВВ».
В 1993 году он создал группу «ЯЯЯ», в которую пригласил барабанщика «ВВ» Сергея Сахно. «ЯЯЯ» играла американскую музыку, ориентируясь на «Aerosmith», принимала участие в музыкальном фестивале «Таврийские игры», давала сольные концерты, выпустила два альбома.
Затем у Здоренко был медитативный период — он бросил пить, прекратил есть мясо, увлекся эзотерикой, несколько лет вел абсолютно здоровый образ жизни, жил за городом. Так в 1998 году возник параллельный сольный проект «Индиго» — Здоренко пробовал себя в стиле романтик-рок и выпустил одноименный альбом: часть песен была из материала «ЯЯЯ», а часть — новые. В 2000 году медитативный период в его жизни прошёл. У Здоренко появилась семья, дочка.
С 2002 по 2008 год Юрий был фронтменом и гитаристом группы «Борщ», созданной с Александром Пипой, который не только выступал главным идеологом, но и сам писал слова песен.
Затем они поделили репертуар «Борща» на две половины: Пипа создал проект «@ТRАКТОR», а Здоренко — «HASH».
Юрий Здоренко имеет большой опыт студийной и сценической работы композитором, аранжировщиком, исполнителем, музыкантом, поэтом-песенником, звукорежиссером, саунд-продюсером. Пишет песни для начинающих исполнителей и для профессионалов. Работает в различных музыкальных направлениях. Основная деятельность на сегодняшний день — написание музыки и песен для различных кинопроектов, фильмов.
В настоящее время Юрий Здоренко и Александр Пипа возобновили деятельность группы «Борщ» и представляют лучшие песни, проверенные временем.

## Участник группы
- «SOS» (1982—1984)
- «Воплі Відоплясова» (1986—1993)
- «ЯЯЯ» (1994—1996)
- «INDIGO» (1997—2001)
- «Борщ» (2003—2008)
- «Хаш» (2008—2011)
- «Zdorenko Project» (2011—2015)
- «Борщ» (с 2017)